# Рославль I
Ро́славль I — узловая станция Московской железной дороги, расположена в городе Рославле Смоленской области.

## История
Станция открыта для пассажиров и грузовой работы в 1868 году, одновременно с вводом в строй Риго-Орловской железной дороги.
C 1937 по 1939 годы, начальником паровозного депо на станции «Рославль-I» работал Константин Заслонов, впоследствии легендарный партизан, командир партизанского отряда и бригады, с октября 1942 командующий партизанскими силами оршанской зоны. Герой Советского Союза.

В годы Великой Отечественной войны, в период с 20 октября 1943 года по 1 января 1944 года, на станции базировался 1-й отдельный дивизион бронепоездов РККА.

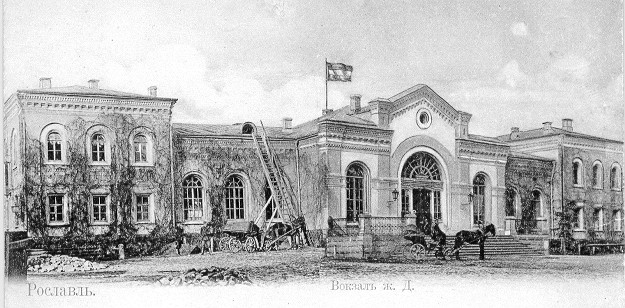
Вокзал станции, почтовая открытка, 1900 — 1904 гг.
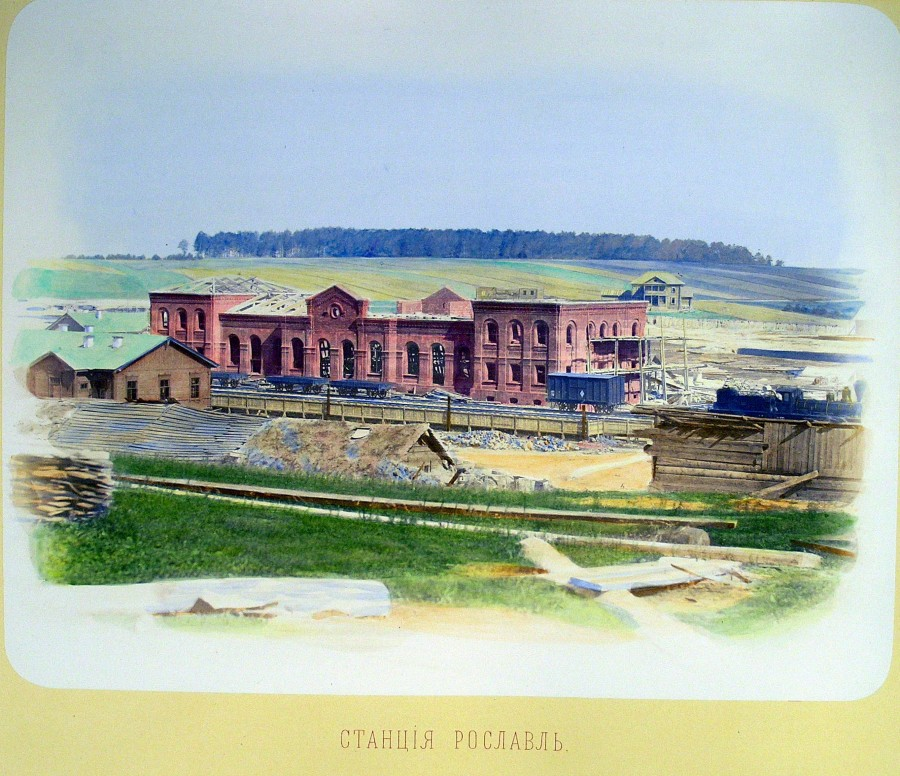
Вокзал станции Рославль в начале XX века.
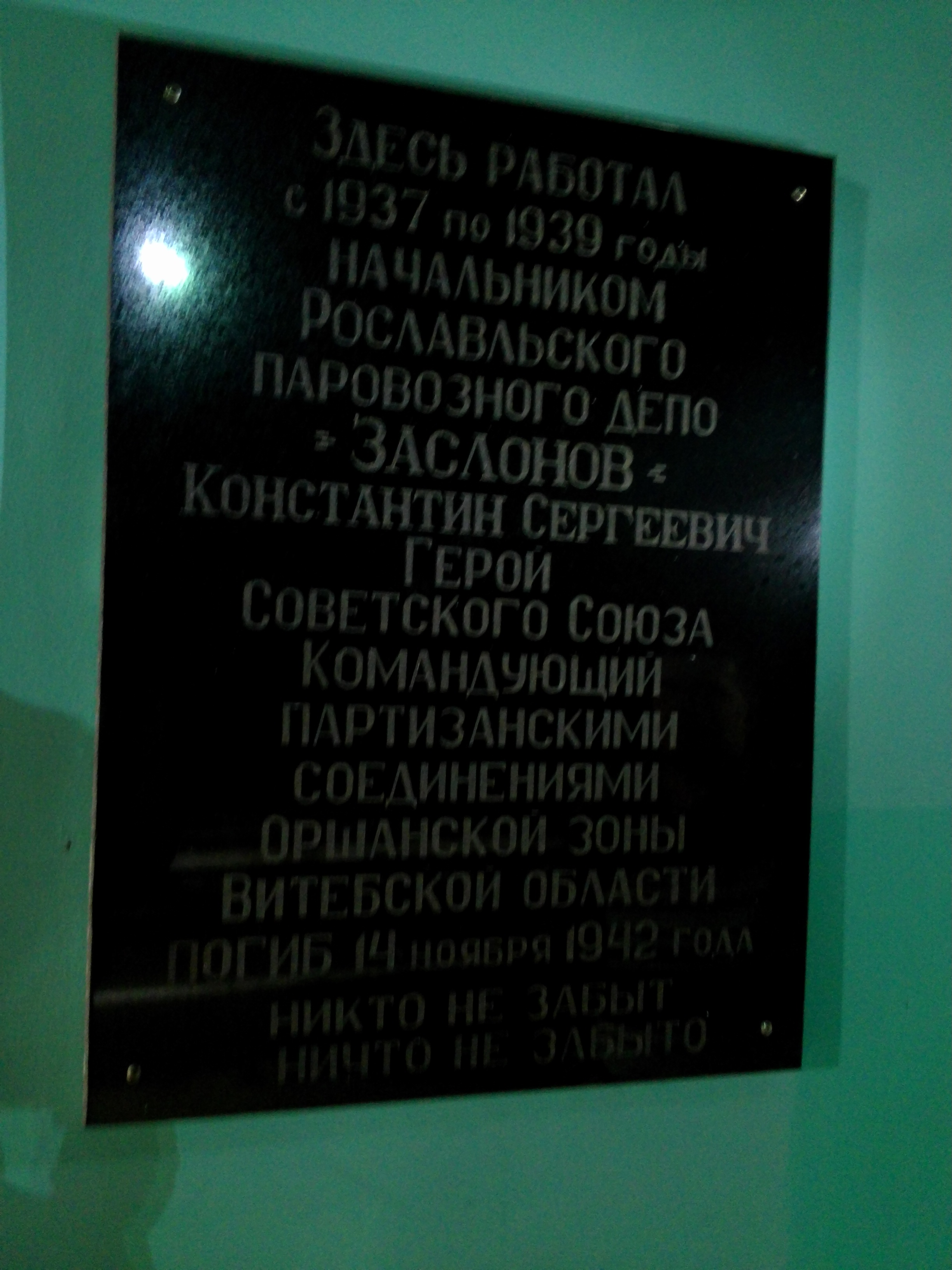
Мемориальная доска, посвящённая Константину Заслонову
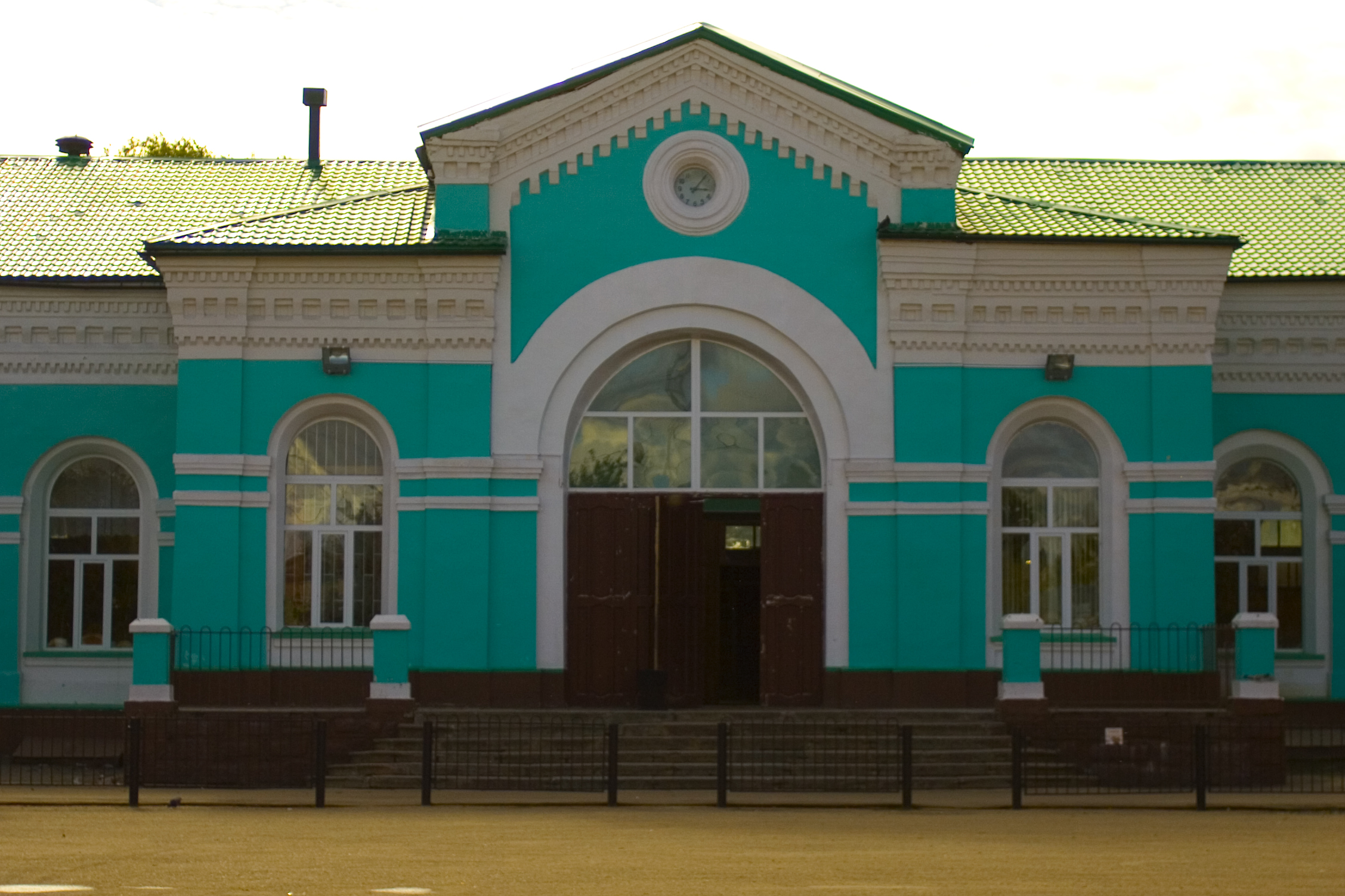
Вокзал станции, 2009 г.

## Описание

### Расположение
Территориально располагается в середине города. К станции примыкает автостанция Рославль.
К югу от станции проходит граница Смоленского и Брянского регионов Московской железной дороги.

### Инфраструктура
Состоит из вокзального здания и двух платформ: высокой боковой и низкой островной, соединённых настилами через пути.
Через пути станции проходит надземный пешеходный мост, связывающий Товарную ул. и ул. Заслонова.
По характеру работы — станция 2 класса. 

## Движение и путевое развитие
Станция располагается на двух неэлектрифицированных линиях:
- двухпутной меридиональной — Колодня — Брянск;
- однопутной широтной — Фаянсовая — Шестёровка.

Также от станции отходит ряд подъездных путей.

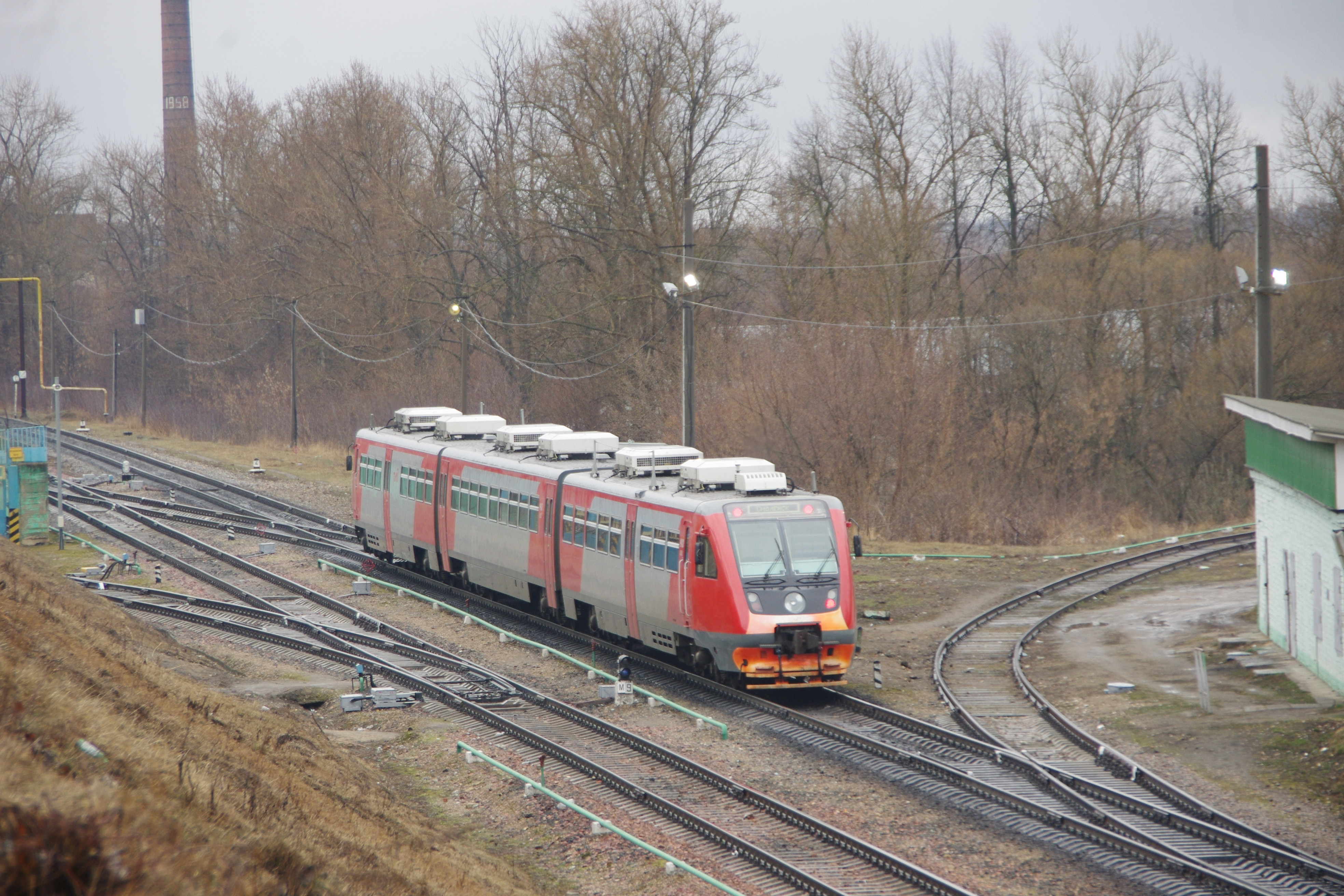
РА2, следующий по маршруту Брянск — Смоленск, на станции Рославль I

### Линия Колодня — Брянск

#### Пригородные поезда
На станции останавливаются пригородные поезда, следующие по маршруту Смоленск-Центральный — Брянск-Орловский и обратно.
До 2011 года существовали пригородные поезда Рославль I — Смоленск-Центральный.

#### Поезда дальнего следования
На станции останавливаются поезда, следующие из Смоленска в Сочи, Анапу, Адлер, Симферополь, а также поезда Адлер — Калининград (и обратно).

### Линия Фаянсовая — Шестёровка
Рославль I также расположен на линии, идущей от Фаянсовой в Белоруссию в сторону Кричева I. Пассажирского движения по линии не производится, хотя до апреля 2015 года существовали поезда Рославль I — Фаянсовая, а ранее и Шестёровка — Фаянсовая.